# Edu Expósito
Eduardo „Edu“ Expósito Jaén (* 1. August 1996 in Cubelles) ist ein spanischer Fußballspieler, der seit Sommer 2022 beim Erstligisten Espanyol Barcelona unter Vertrag steht.

## Vereinskarriere

### Deportivo La Coruña
Der in Cubelles in der Umgebung Barcelonas geborene und aufgewachsene Edu Expósito spielte in seiner Jugend in den Nachwuchsabteilungen der katalanischen Vereine CF Cubelles, CF Vilanova und CF Gavà. Im Sommer 2015 schloss er sich dem galicischen Verein Deportivo La Coruña an, wo er in die Reservemannschaft Deportivo B zugewiesen wurde. Sein Debüt in der viertklassigen Tercera División gab er am 23. August 2015, als er beim 1:0-Auswärtssieg gegen den CD Boiro in der Schlussphase eingewechselt wurde. Sein erstes Tor gelang ihm am 13. September beim 1:1-Unentschieden gegen den Alondras CF. Expósito etablierte sich rasch als Stammspieler und stieg später auch zum Kapitän der Mannschaft auf.
Seine starken Leistungen bei der Reserve führten dazu, dass er in der Saison 2016/17 häufiger mit der ersten Mannschaft mittrainieren durfte. Am 7. Mai 2017 (36. Spieltag) debütierte er bei der 1:2-Niederlage gegen Espanyol Barcelona im heimischen Estadio Riazor in der Primera División. In dieser Spielzeit gelang ihm mit der B-Mannschaft der Aufstieg in die drittklassige Segunda División B. Am 13. Oktober 2017 unterzeichnete er einen neuen Fünfjahresvertrag bei Dépor. In der Saison 2017/18 bestritt er 27 Ligaspiele für Deportivo B, in denen er fünf Tore erzielte. Nebenbei machte er fünf Pflichtspiele für die A-Mannschaft. Mit der Reserve erreichte er den zweiten Tabellenplatz und qualifizierte sich die Aufstiegs-Play-offs, wo man jedoch an Extremadura UD scheiterte.
Nach dem Abstieg Dépors in die zweithöchste spanische Spielklasse wurde er unter dem neuen Trainer Natxo González in der Saison 2018/19 zum Stammspieler in der ersten Mannschaft. Am 8. Dezember 2018 (17. Spieltag) erzielte er beim 2:2-Unentschieden gegen den CD Numancia sein erstes Saisontor. In dieser Spielzeit kam er in 39 Ligaspielen zum Einsatz, in denen er zwei Tore und fünf Vorlagen sammelte. Mit Deportivo La Coruña verpasste er den Aufstieg im Endspiel der Play-offs gegen den RCD Mallorca.

### SD Eibar
Am 13. Juli 2019 wechselte Edu Expósito für eine Ablösesumme in Höhe von vier Millionen Euro zum Erstligisten SD Eibar, wo er einen Fünfjahresvertrag unterzeichnete. Sein Debüt gab er am 17. August (1. Spieltag) bei der 1:2-Auswärtsniederlage gegen den RCD Mallorca. Am 29. September (7. Spieltag) erzielte er beim 2:0-Heimsieg gegen Celta Vigo sein erstes Tor für seinen neuen Verein und sein erstes Tor in der LaLiga. in dieser Saison 2019/20 konnte er als Stammspieler im Mittelfeld überzeugen und erzielte in 35 Ligaeinsätzen vier Tore.

### Espanyol Barcelona
Seit der Saison 2022/23 läuft Edu für Espanyol Barcelona auf.